# Tom Manley
Thomas Ronald „Tom” Manley (ur. 7 października 1912, zm. 4 lipca 1988) – angielski piłkarz, który występował na pozycji napastnika.
W maju 1931 podpisał zawodowy kontrakt z Manchesterem United, w którym rozegrał 195 meczów ligowych i pucharowych, strzelając 41 bramek. W lipcu 1939 odszedł do Brentford.